# Billy Váldez
Billy Váldez Jean (ur. 25 sierpnia 1994) – dominikański zapaśnik walczący w stylu wolnym. Zajął 21. miejsce na mistrzostwach świata w 2013. Trzeci na mistrzostwach panamerykańskich w 2016. Zdobył brązowy medal mistrzostw Ameryki Południowej w 2013 i 2014, a także igrzysk boliwaryjskich w 2017. Trzeci na mistrzostwach panamerykańskich juniorów w 2013 roku.